# Zaïbo
Zaïbo est une localité de l'ouest de la Côte d'Ivoire et appartenant au département de Daloa, dans la Région du Haut-Sassandra. La localité de Zaïbo est un chef-lieu de commune.
Zaïbo est située à environ 25 km du chef lieu de département qu'est Daloa. La sous-préfecture de Zaïbo appelée communément le zombo est constituée de trois gros villages essentiels : Bobo Niessoko, Gamina et Zaïbo.